# 머슬 비치

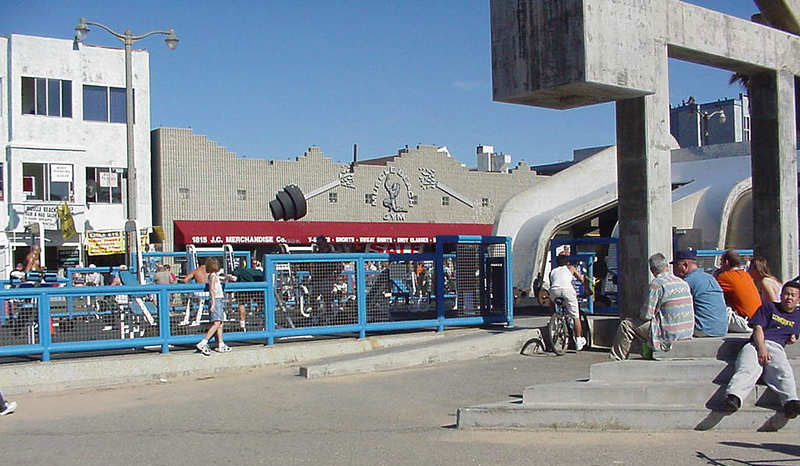
머슬 비치

머슬 비치(Muscle Beach)는 미국 캘리포니아주 베니스에 있는 해변이다. 근육이 있는 젊은이들이 모여, 몸을 자랑한다.

## 같이 보기
- 조 와이더